# Сокільці
Сокі́льці — село в Україні, у Кунківській сільській громаді Гайсинського району Вінницької області. Села Сокільці, Павлівка та Щурівці до 2016 року були підпорядковані Кузьминецькій сільській раді.
Поблизу Сокільців поселення буго-дністровської культури.

## Населення

### Мова
Розподіл населення за рідною мовою за даними перепису 2001 року:
| Мова       | Кількість | Відсоток |
| ---------- | --------- | -------- |
| українська | 144       | 98.63%   |
| російська  | 2         | 1.37%    |
| Усього     | 146       | 100%     |

## Історія
12 червня 2020 року, відповідно розпорядження Кабінету Міністрів України № 707-р «Про визначення адміністративних центрів та затвердження територій територіальних громад Вінницької області», село увійшло до складу Кунківської сільської громади.
17 липня 2020 року, в результаті адміністративно-територіальної реформи і ліквідації Гайсинського району, село увійшло до складу новоутвореного Гайсинського району.